# Upavistha konasana

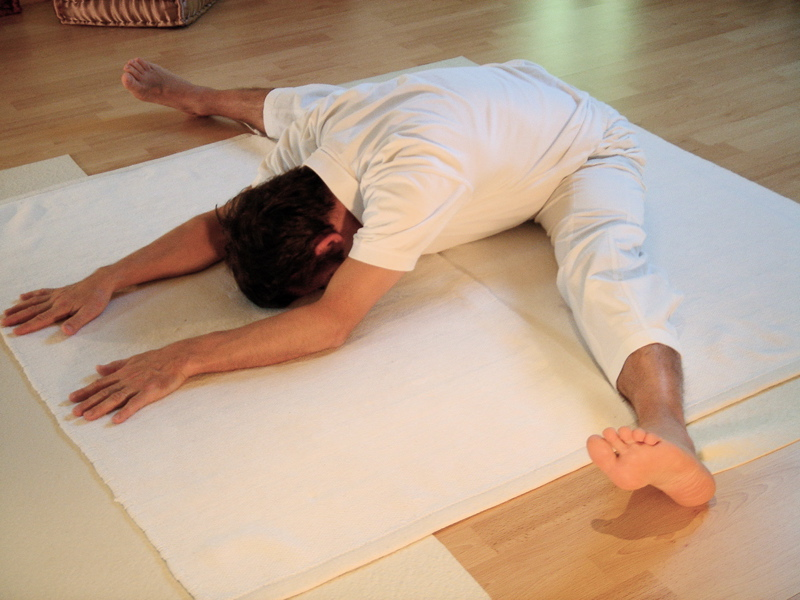
Zittende Hoekhouding
Upavistha Konasana

Upavistha Konasana (Sanskriet voor zittende hoekhouding) is een veelvoorkomende houding of asana.
| Sanskriet | vertaling                   |
| upavistha | zittend                     |
| kona      | hoek                        |
| asana     | houding (letterlijk: 'zit') |

## Beschrijving
Deze yogahouding wordt zittend uitgevoerd, vanuit de Stafhouding. Spreid de benen zodanig wijd dat het de strekking nog steeds comfortabel aanvoelt. Druk de benen tegen de grond aan en laat de voeten ontspannen op de grond liggen.
Als variatie kan er vanuit de heupen naar voren gebogen worden, waarbij de houding van de armen vrij in verschillende richtingen gehouden of gelegd kunnen worden.